# Równanie reakcji
Równanie reakcji chemicznej lub krócej równanie reakcji albo równanie chemiczne – inna nazwa zapisu przebiegu reakcji chemicznej.
Np. spalanie metanu:
CH4 + 2 O2 → CO2 + 2 H2O
substraty → produkty
W równaniu chemicznym po jego lewej stronie znajdują się wzory chemiczne substratów, czyli związków chemicznych wchodzących do reakcji, a po jego prawej stronie znajdują się wzory powstałych z nich produktów.
Równania chemiczne mogą mieć charakter stechiometryczny lub tylko charakter ogólny.
W pierwszym przypadku w równaniu występują przed wzorami liczby określające proporcje molowe w jakich reagują. Równanie stechiometryczne musi być ściśle zbilansowane – tzn. liczba i rodzaj atomów występująca w substratach musi się zgadzać z liczbą atomów występujących w produktach. Równania te stanowią podstawę obliczeń stechiometrycznych.
W drugim przypadku liczby te się pomija, można też w nich pominąć część mniej istotnych substratów lub produktów, zwłaszcza jak ich istnienie jest oczywiste w jakimś procesie. Równania takie mają charakter tylko szkicowego przedstawienia danej reakcji chemicznej i służą do zapoznania czytelnika z główną „ideą” danej reakcji. Czasami równania takie stosuje się z konieczności, w reakcjach, których nie da się łatwo zbilansować, bo zachodzą w złożony sposób, lub w otwartym środowisku.
Strzałki w reakcjach chemicznych mają ściśle określone znaczenie:
- strzałka pojedyncza (→) oznacza reakcję, która w danych warunkach zasadniczo przebiega tylko w jednym kierunku
- dwie pełne strzałki skierowane w przeciwne strony jedna nad drugą sugerują, że reakcja może w zależności od warunków przebiegać w obu kierunkach
- dwie „półstrzałki” skierowane w przeciwne strony (⇌) oznaczają reakcję odwracalną, czyli reakcję zachodzącą jednocześnie w obu kierunkach (z różnymi szybkościami); samorzutna reakcja sumaryczna prowadzi do stanu równowagi, którego położenie zależy od warunków reakcji
- przy rozpisywaniu reakcji redoks na poszczególne akty utleniania i redukcji, tradycyjnie stosuje się znak” = „dla podkreślenia, że akty te są tylko zapisem „buchalteryjnym” i nie symbolizują realnie występujących reakcji elementarnych.

Nad i pod strzałkami bardzo często dodaje się skrótowe opisy warunków w jakich zachodzi dana reakcja takie jak temperatura, użyty rozpuszczalnik, katalizator itp.
Ponadto, w schematach reakcji stosuje się też strzałki pionowe. Strzałka skierowana do góry (↑) oznacza ulatnianie się gazowego produktu reakcji do atmosfery. Strzałka skierowana w dół (↓) oznacza strącanie się nierozpuszczalnego, stałego produktu (osadu) z roztworu, w którym zachodziła reakcja.
Bezpośrednio za wzorami substratów i produktów podaje się też czasem w nawiasach symbol stanu skupienia, tych związków w momencie rozpoczęcia lub skończenia reakcji, lub rodzaj użytego roztworu. Np:
HCl(g) (gazowy chlorowodór) HCl(aq) (rozcieńczony kwas solny) H2O(s) – (woda w formie lodu).